# Félix et Cie
Pour plus de détails, voir Fiche technique et Distribution.
Félix et Cie  (en espagnol : El lince perdido, en anglais : The Missing Lynx) est un film d'animation de 2008. C'est une comédie d'aventures produite par les studios espagnols Kandor Graphics (en) et YaYa! Films et le producteur Antonio Banderas. Réalisé par Raul Garcia et Manuel Sicilia, et écrit par eux et Jose E. Machuca, il est présenté par Banderas lui-même. Le film est sorti en Espagne le 25 décembre 2008 en espagnol, et en anglais aux États-Unis le 9 mars 2012.
Le film se déroule dans les parcs naturels d'Andalousie. 

## Synopsis
Une bande d'animaux du parc national de Doñana en Espagne tente de sauver d'autres animaux kidnappés par des méchants.

## Fiche technique
- Titre : Félix et Cie[1]
- Réalisation : Raul Garcia, Manuel Sicilia
- Scénario : Raul Garcia, Manuel Sicilia, Jose E. Machuca
- Photographie : David Cabrera, Joaquín Catalá, Javier Fernández
- Montage : Claudio Hernández et Nacho Ruiz Capillas
- Musique : Sergio De La Puente
- Production : Antonio Banderas, Marcelino Almansa, Juan Molina, Manuel Cristobal
- Société de production : Kandor Graphics (en), YaYa ! Films
- Société de distribution : Colifilms Distribution (2009, en France)
- Format : couleur - 35 mm - 1,78:1
- Genre : Comédie d'aventures
- Durée : 100 minutes
- Dates de sortie : 
  - Espagne : 25 décembre 2008 (Animadrid : 29 septembre 2008)
  - France :  11 novembre 2009

## Distribution
- David Robles (es) : le lynx pardelle Félix (Felix, en anglais)
- Julio Núñez (es) (in memoriam) : Noé (Noah, en anglais), ensuite doublé par Roberto Cuenca
- Esperanza Pedreño (es) : Patty
- David García : soldat gardien
- Abraham Aguilar : Gus
- Beatriz Berciano : Lincesa (Lynxette, en anglais)
- Carlos del Pino : Rupert
- Steven Hughes : Newmann
- Conchi López Rojo : Astarté

## Production

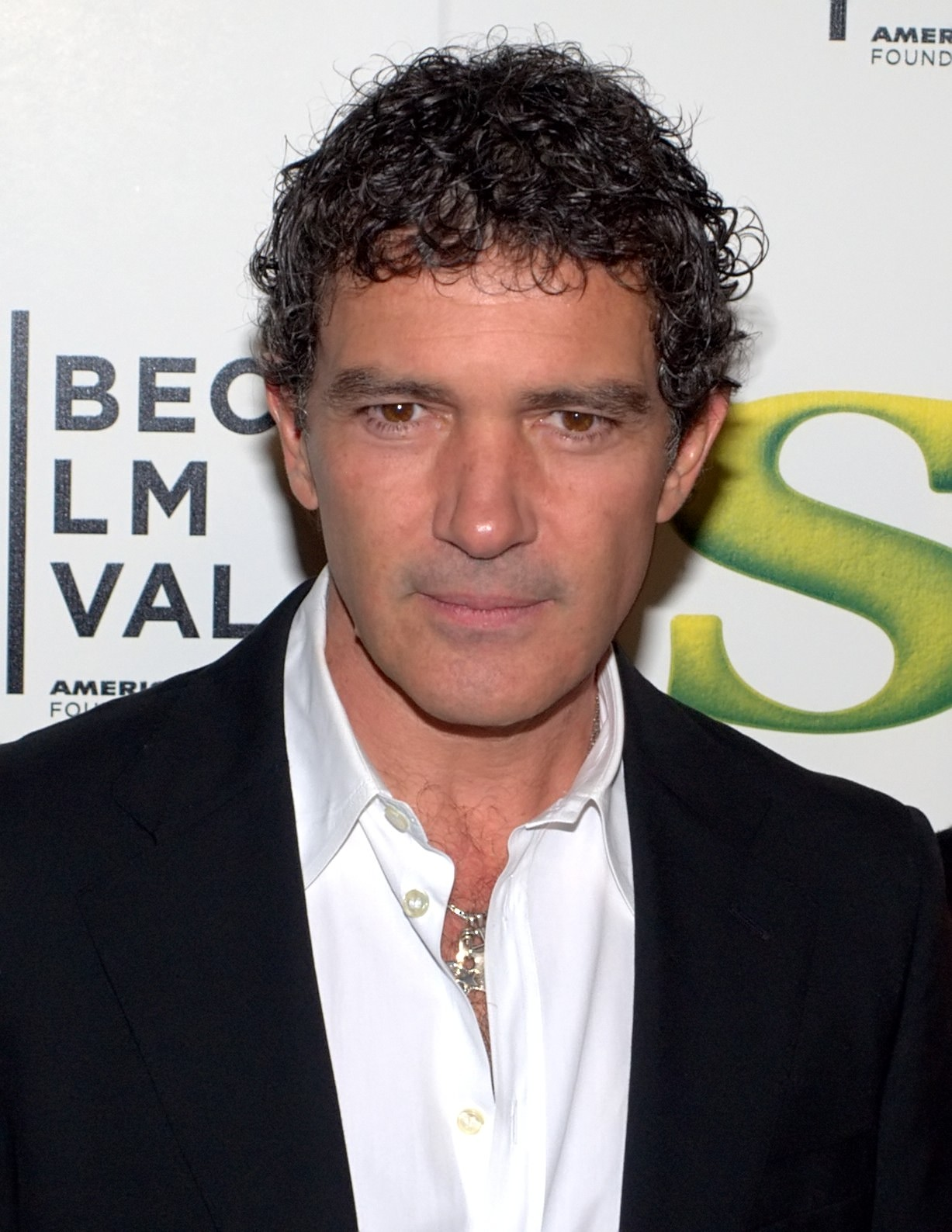
Antonio Banderas est le producteur du film.

Le 2 mars 2005, Raul Garcia et Manuel Sicilia sont engagés pour écrire et réaliser Félix et Cie. Jose E. Machuca coécrit le scénario du film. Antonio Banderas, Marcelino Almansa, Juan Molina et Manuel Cristobal produisent le film avec un budget de 6,5 millions de dollars pour une sortie en 2008. Le 7 juin 2006, il est annoncé qu'Abraham Aguilar, Beatriz Berciano, Carlos del Pino, David García, Steven Hughes, Conchi López Rojo, Julio Núñez, Esperanza Pedreño et David Robles rejoignent le film, puis le 9 août 2007, que Sergio De La Puente composera la musique du film. il a été développé sur des serveurs fournis par Kandor Graphics (en). Le développement et le storyboard du film ont été achevés à Madrid. La production est ensuite transférée à Londres, en Angleterre, pour les phases finales d'animation, d'éclairage, de couleur et de production, afin de maximiser les crédits d'impôt offerts aux projets de films étrangers au Royaume-Uni. Le tournage a lieu en Andalousie. C'est dans cette région que se situe Le parc national de Doñana où est censé se dérouler l'action du film. Ce parc est renommé pour y conserver entre autres le lynx pardelle, qui y est une espèce protégée.
Le 22 septembre, Aurum Productions et Phase 4 Films (en) ont acquis les droits de distribution du film.
Le film sort en salle le 25 décembre 2008 par Aurum Productions et Phase 4 Films, et en DVD le 15 octobre 2009 par Aurum Productions.

## Réception
Félix et Cie a rapporté 1,4 million de dollars.
Le film a reçu des critiques mitigées dans les sondages d'audience sur Internet. En février 2013, il a obtenu une note moyenne de 5,2 sur 10 dans Internet Movie Database. Le site Rotten Tomatoes note que 45 % des spectateurs ont apprécié le film.

## Musique
La musique du film a été composée par Sergio de la Puente. La bande originale contient également Not My Day, interprétée par Yuri Mendez et Space Between Bodies, interprétée par le groupe de rock espagnol We Are Balboa (es).

## Récompenses
Animacor - Festival international d'animation 2008 (Espagne)
| Récompense       | Nommé   |
| ---------------- | ------- |
| Mention spéciale | Lauréat |

Prix Goya 2009 
| Récompense | Catégorie                                               | Nommé   |
| ---------- | ------------------------------------------------------- | ------- |
| Goya       | Meilleur film d'animation (Mejor Película de Animación) | Lauréat |

Festival du film latino de San Diego (2009)
| Récompense   | Catégorie     | Nommé   |
| ------------ | ------------- | ------- |
| Prix du jury | Meilleur film | Lauréat |